# Gary F. Longman Memorial Trophy
Gary F. Longman Memorial Trophy byla trofej každoročně udělovaná nejlepšímu nováčkovi působícímu v IHL. O trofeji hlasovali trenéři klubu. Před rokem 1968 byla trofej známa jako Leading Rookie Award.

## Vítěz
| Leading Rookie Award            | Leading Rookie Award | Leading Rookie Award    |
| Sezóna                          | Hráč                 | Tým                     |
| ------------------------------- | -------------------- | ----------------------- |
| 1961-62                         | Dave Richardson      | Fort Wayne Komets       |
| 1962-63                         | John Gravel          | Omaha Knights           |
| 1963-64                         | Don Westbrooke       | Toledo Blades           |
| 1964-65                         | Bob Thomas           | Toledo Blades           |
| 1965-66                         | Frank Golembrosky    | Port Huron Flags        |
| 1966-67                         | Kerry Bond           | Columbus Checkers       |
| Gary F. Longman Memorial Trophy |                      |                         |
| Season                          | Player               | Team                    |
| 1967-68                         | Gary Ford            | Muskegon Mohawks        |
| 1968-69                         | Doug Volmar          | Columbus Checkers       |
| 1969-70                         | Wayne Zuk            | Toledo Blades           |
| 1970-71                         | George Agar          | Flint Generals          |
| 1970-71                         | Herb Howdle          | Dayton Gems             |
| 1971-72                         | Glenn Resch          | Muskegon Mohawks        |
| 1972-73                         | Danny Gloor          | Des Moines Capitols     |
| 1973-74                         | Frank DeMarco        | Des Moines Capitols     |
| 1974-75                         | Rick Bragnalo        | Dayton Gems             |
| 1975-76                         | Sid Veysey           | Fort Wayne Komets       |
| 1976-77                         | Garth MacGuigan      | Muskegon Mohawks        |
| 1976-77                         | Ron Zanussi          | Fort Wayne Komets       |
| 1977-78                         | Dan Bonar            | Fort Wayne Komets       |
| 1978-79                         | Wes Jarvis           | Port Huron Flags        |
| 1979-80                         | Doug Robb            | Milwaukee Admirals      |
| 1980-81                         | Scott Vanderburgh    | Kalamazoo Wings         |
| 1981-82                         | Scott Howson         | Toledo Goaldiggers      |
| 1982-83                         | Tony Fiore           | Flint Generals          |
| 1983-84                         | Darren Jensen        | Fort Wayne Komets       |
| 1984-85                         | Gilles Thibaudeau    | Flint Generals          |
| 1985-86                         | Guy Benoit           | Muskegon Lumberjacks    |
| 1986-87                         | Michel Mongeau       | Saginaw Generals        |
| 1987-88                         | Ed Belfour           | Saginaw Hawks           |
| 1987-88                         | John Cullen          | Flint Spirits           |
| 1988-89                         | Paul Ranheim         | Salt Lake Golden Eagles |
| 1989-90                         | Rob Murphy           | Milwaukee Admirals      |
| 1990-91                         | Nelson Emerson       | Peoria Rivermen         |
| 1991-92                         | Dmitrij Kvartalnov   | Kansas City Blades      |
| 1992-93                         | Michail Štalenkov    | Milwaukee Admirals      |
| 1993-94                         | Radek Bonk           | Las Vegas Thunder       |
| 1994-95                         | Tommy Salo           | Denver Grizzlies        |
| 1995-96                         | Konstantin Šafranov  | Fort Wayne Komets       |
| 1996-97                         | Sergej Samsonov      | Detroit Vipers          |
| 1997-98                         | Todd White           | Indianapolis Ice        |
| 1998-99                         | Marty Turco          | Michigan K-Wings        |
| 1999-00                         | Nils Ekman           | Long Beach Ice Dogs     |
| 2000-01                         | Brian Pothier        | Orlando Solar Bears     |